# Terňa
Terňa este o comună slovacă, aflată în districtul Prešov din regiunea Prešov. Localitatea se află la altitudinea de 380 m deasupra n.m., se întinde pe o suprafață de 29,41 km2 și în 2017 număra 1.291 de locuitori.

## Istoric
Localitatea Terňa este atestată documentar din 1259.

## Demografie
| An:                | 1994 | 2004   | 2014    | 2024   |
| ------------------ | ---- | ------ | ------- | ------ |
| Număr de persoane: | 983  | 1075   | 1234    | 1340   |
| Diferență:         |      | +9,35% | +14,79% | +8,58% |

| An:                | 2023 | 2024   |
| ------------------ | ---- | ------ |
| Număr de persoane: | 1335 | 1340   |
| Diferență:         |      | +0,37% |

## Personalități născute aici
- Emil Fenyvessy (1859 - 1924), actor evreu-maghiar.